# EUVE
EUVE（英: Extreme Ultraviolet Explorer、極紫外線観測衛星）またはエクスプローラー67号はアメリカ合衆国の極紫外線宇宙望遠鏡。
1992年6月7日、デルタIIロケットにより打ち上げられた。極紫外線を観測する初の人工衛星であり、1000個以上の極紫外線源を発見した。
EUVEは2度ミッションが延長されたが、2000年にNASAは運用コストと科学的業績がつりあわないと判断して運用停止を決定する。2001年1月31日運用停止。2002年1月30日大気圏再突入した。